# Femminutersmetoden
Femminutersmetoden, alternativt somna-själv-metoden, är en metod för att lära små barn att somna och sova själva. Den utvecklades av Berndt Eckerberg tillsammans med hans hustru Britta under 1970- och 80-talet.. Eckerberg menar att den ger bäst resultat när sömnproblemen berör hela familjen, vanligen när barnets svårighet att somna eller nattuppvaknanden gör att föräldrarnas sömn blir störd. . Familjer som väljer att låta barnen sova med sällskap har således inget behov av metoden. Metoden har inte stöd i svenska sjukvårdsupplysningens råd för att få barn att somna.
Namnet kommer av att man – när man lagt barnet efter den vanliga nattningsrutinen – lämnar rummet. Om barnet protesterar går man in till barnet ungefär var femte minut då det ännu inte har somnat och visar att man inte har övergett det. Man bör vara i närheten hela tiden och hålla muntlig kontakt med barnet, till exempel då man gör andra sysslor eller sitter och läser. Man ska hela tiden vara stödjande och uppmuntrande, men bör undvika mycket kroppskontakt och ett alltför tröstande beteende. Syftet är att visa att det inte är farligt att somna själv, och att barnet inte är övergivet.
Metoden uppges kunna tillämpas från ca sex månaders ålder, då barnet har börjat utveckla en dygnsrytm och kan sova utan att vakna för att äta. 

## Kritik
Metoden har kritiserats av barnläkaren Lars H Gustafsson och även av andra. Man har menat att barn har behov av att vara nära föräldrarna då det ska sova och man har också uttryckt en oro för att barnet ska ta skada av att lämnas gråtande. Vidare har man påpekat i att det finns en fara i att auktoriteter uppmuntrar föräldrar till att "döva" sitt samvete och inte lyssna på barnet . Kritiken har ifrågasatts av Eckerberg som i studier anser sig visat att detta inte stämmer .
Femminutersmetoden får också kritik från anhängare av nära föräldraskap samt andra som identifierat barnets anknytning till föräldrarna som en kritiskt viktig del i formandet av individen och hennes tillit till sin omgivning. Denna kritik ifrågasätter perspektivet att föräldrarnas behov får företräde framför barnets och menar att barnet och dess förtroendelänk till föräldrarna tar direkt skada av metoden.

## Alternativa metoder
Följande personer har utvecklat alternativa eller kompletterande metoder: 
- Amerikanen Richard Ferber. I boken Solve Your Child's Sleep Problems, beskriver han en liknande metod som han kallar "the progressive-waiting approach". Där väntar man en till fem minuter första gången och ökar sedan successivt intervallet. Ferber beskriver även ett brett spektrum av relaterade problem, även medicinska.
- Amerikanskan Elizabeth Pantley. I boken The No-Cry Sleep Solution: Gentle Ways to Help Your Baby Sleep Through the Night, beskriver hon en mildare metod, som gradvis vänjer barnet vid att somna själv (vilket även Ferber nämner som ett alternativ).